# Vrdy
Vrdy (německy Werda, Werder) jsou obec v okrese Kutná Hora ve Středočeském kraji. Leží necelých šest kilometrů severovýchodně  od Čáslavi. Žije v ní přibližně 3 100 obyvatel. Součástí obce jsou i vesnice Dolní Bučice, Horní Bučice a Zbyslav.

## Historie
První písemná zmínka o obci pochází z roku 1307.
V obci Vrdy (přísl. Koudelov, Skovice, 1466 obyvatel, četnická stanice) byly v roce 1932 evidovány tyto živnosti a obchody: lékař, 2 autodrožky, biograf Sokol, cukrář, cukrovar, elektroinstalatér, hodinář, 2 holiči, 2 hospodářská družstva, 5 hostinců, hotel, klempíř, 2 knihaři, 2 koláři, 2 kováři, 5 krejčí, sedlář, 5 výroba krémů na obuv, lékárna, malíř, mlýn, obchod s obuví Baťa, 4 obuvníci, 3 pekaři, porodní asistentka, 10 rolníků, 3 řezníci, sadař, 8 obchodů se smíšeným zbožím, spořitelní a záložní spolek pro Vrdy a Bučice, stavitel, stavební družstvo, 2 švadleny, 2 trafiky, 2 truhláři, velkostatek, 3 zahradníci, obchod se zemskými plodinami.
Ve vsi Dolní Bučice (743 obyvatel, katol. kostel, samostatná ves se později stala součástí Vrdů) byly v roce 1932 evidovány tyto živnosti a obchody: lékař, autodrožka, cihelna, drogerie, hodinář, 2 holiči, 3 hostince, továrna na cikorku, klempíř, 3 krejčí, mlýn, obchod s obuví, 3 obuvníci, palivo, papírnictví, 2 pekaři, pila, 13 rolníků, 2 řezníci, 5 obchodů se smíšeným zbožím, strojírna, obchod se střižním zbožím, 2 trafiky, 4 truhláři, zámečník.
Ve vsi Horní Bučice (496 obyvatel, samostatná ves se později stala součástí Vrdů) byly v roce 1932 evidovány tyto živnosti a obchody: cihelna, 2 hostince, hospodářské strojní družstvo, kolář, kovář, 2 krejčí, 2 obuvníci, 2 pokrývači, 3 rolníci, 2 obchody se smíšeným zbožím, tesařský mistr, trafika, 2 truhláři.
V obci Zbyslav (592 obyvatel, poštovna, katol. kostel, samostatná obec se později stala součástí Vrdů) byly v roce 1932 evidovány tyto živnosti a obchody: 3 hostince, 2 koláři, 2 kováři, krejčí, mlýn, 2 obuvníci, rolník, řezník, 2 trafiky, 4 obchody se smíšeným zbožím, truhlář.

## Obyvatelstvo
| Rok            | 1869  | 1880  | 1890  | 1900  | 1910  | 1921  | 1930  | 1950  | 1961  | 1970  | 1980  | 1991  | 2001  | 2011  | 2021  |
| -------------- | ----- | ----- | ----- | ----- | ----- | ----- | ----- | ----- | ----- | ----- | ----- | ----- | ----- | ----- | ----- |
| Počet obyvatel | 2 115 | 2 797 | 3 119 | 3 096 | 3 341 | 3 175 | 3 291 | 2 532 | 2 735 | 2 585 | 2 713 | 2 821 | 2 958 | 2 884 | 2 845 |
| Počet domů     | 216   | 264   | 284   | 321   | 379   | 393   | 570   | 629   | 641   | 650   | 651   | 759   | 817   | 875   | 895   |

## Obecní správa

### Územněsprávní začlenění
Dějiny územněsprávního začleňování zahrnují období od roku 1850 do současnosti. V chronologickém přehledu je uvedena územně administrativní příslušnost obce v roce, kdy ke změně došlo:
- do 1849 země česká, kraj Čáslav
- 1850 země česká, kraj Pardubice, politický okres Kutná Hora, soudní okres Čáslav[10]
- 1855 země česká, kraj Čáslav, soudní okres Čáslav
- 1868 země česká, politický i soudní okres Čáslav
- 1939 země česká, Oberlandrat Kolín, politický i soudní okres Čáslav[11]
- 1942 země česká, Oberlandrat Praha, politický i soudní okres Čáslav[12]
- 1945 země česká, správní i soudní okres Čáslav[13]
- 1949 Pardubický kraj, okres Čáslav[14]
- 1960 Středočeský kraj, okres Kutná Hora
- 2003 Středočeský kraj, obec s rozšířenou působností Čáslav

### Obecní symboly
Znak a vlajka byly obci uděleny rozhodnutím předsedy Poslanecké sněmovny Parlamentu České republiky dne 18. června 2003.

## Doprava
Dopravní síť
- Pozemní komunikace – Obcí prochází silnice I/17 Čáslav – Chrudim – Zámrsk.

- Železnice – Obcí vede železniční trať 236 Čáslav–Třemošnice. Je to jednokolejná regionální trať, zahájení dopravy bylo roku 1881. Na území obce leží železniční zastávka Vrdy-Koudelov a dopravna Skovice. Do roku 1955 byla provozována doprava na krátké železniční trati Skovice–Vrdy. Byla to jednokolejná regionální trať, doprava byla zahájena roku 1881. V roce 1975 byla trať změněna na vlečku.

Veřejná doprava 2011
- Autobusová doprava – V obci zastavovaly autobusové linky do Hradce Králové, Chvaletic, Kutné Hory, Pardubic, Prachovic, Přelouče, Třemošnice a Žlebů (dopravce Veolia Transport Východní Čechy). V obcí zastavovaly dálkové autobusové linky Chrudim – Čáslav – Kutná Hora – Kolín – Praha (v pracovní dny 4 spoje) (dopravce Veolia Transport Východní Čechy, a. s.) a Lanškroun – Česká Třebová – Litomyšl – Vysoké Mýto – Chrudim – Pardubice – Čáslav – Kutná Hora – Kolín – Praha (v pracovní dny 1 spoj) (dopravce ČSAD Ústí nad Orlicí).

- Železniční doprava – Po trati 236 jezdilo v pracovních dnech 12 párů osobních vlaků, o víkendu 6 párů osobních vlaků.

## Hospodářství

### Průmysl
V části Vrdy se nachází bývalý cukrovar, založený v roce 1857. V současnosti podnik Ethanol Energy, produkující bioethanol z kukuřičného zrna. Podnik patří do skupiny Agrofert.
V části Dolní Bučice stojí závod firmy Goldbeck Prefabeton, vyrábějící prefabrikované betonové stavební prvky.

## Galerie

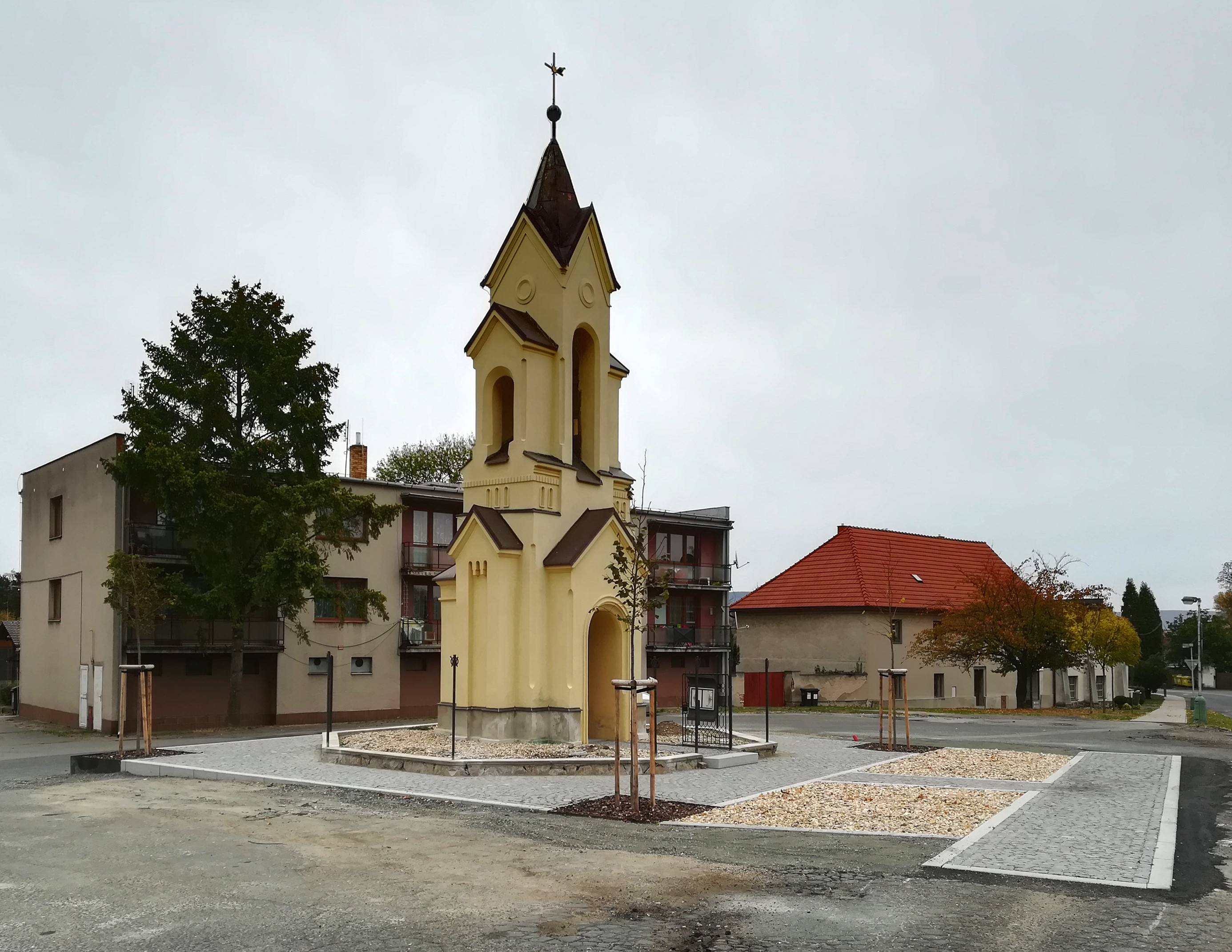
Kaple Nejsvětější Trojice na Smetanově náměstí
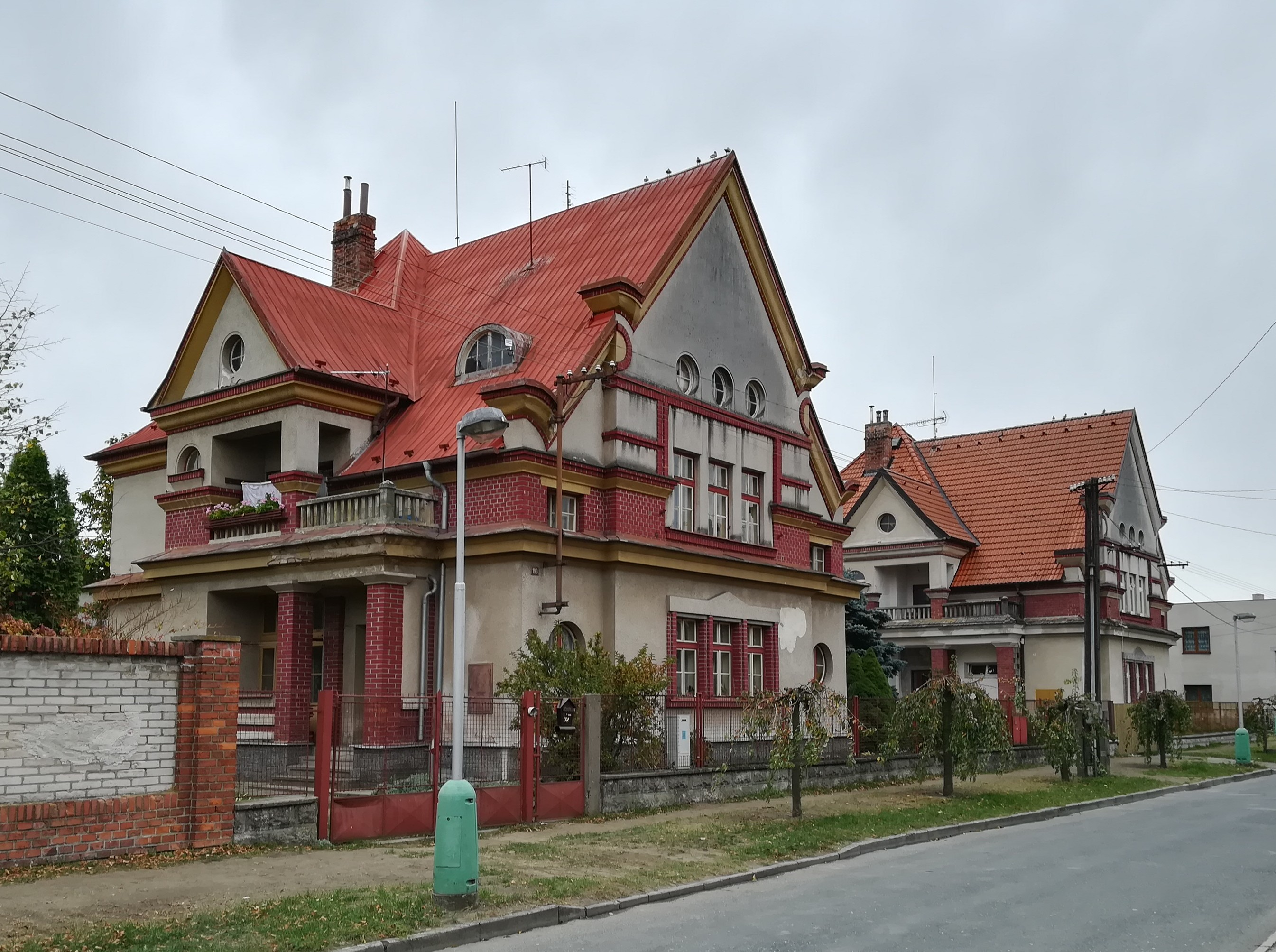
Vily v ulici U Sokolovny
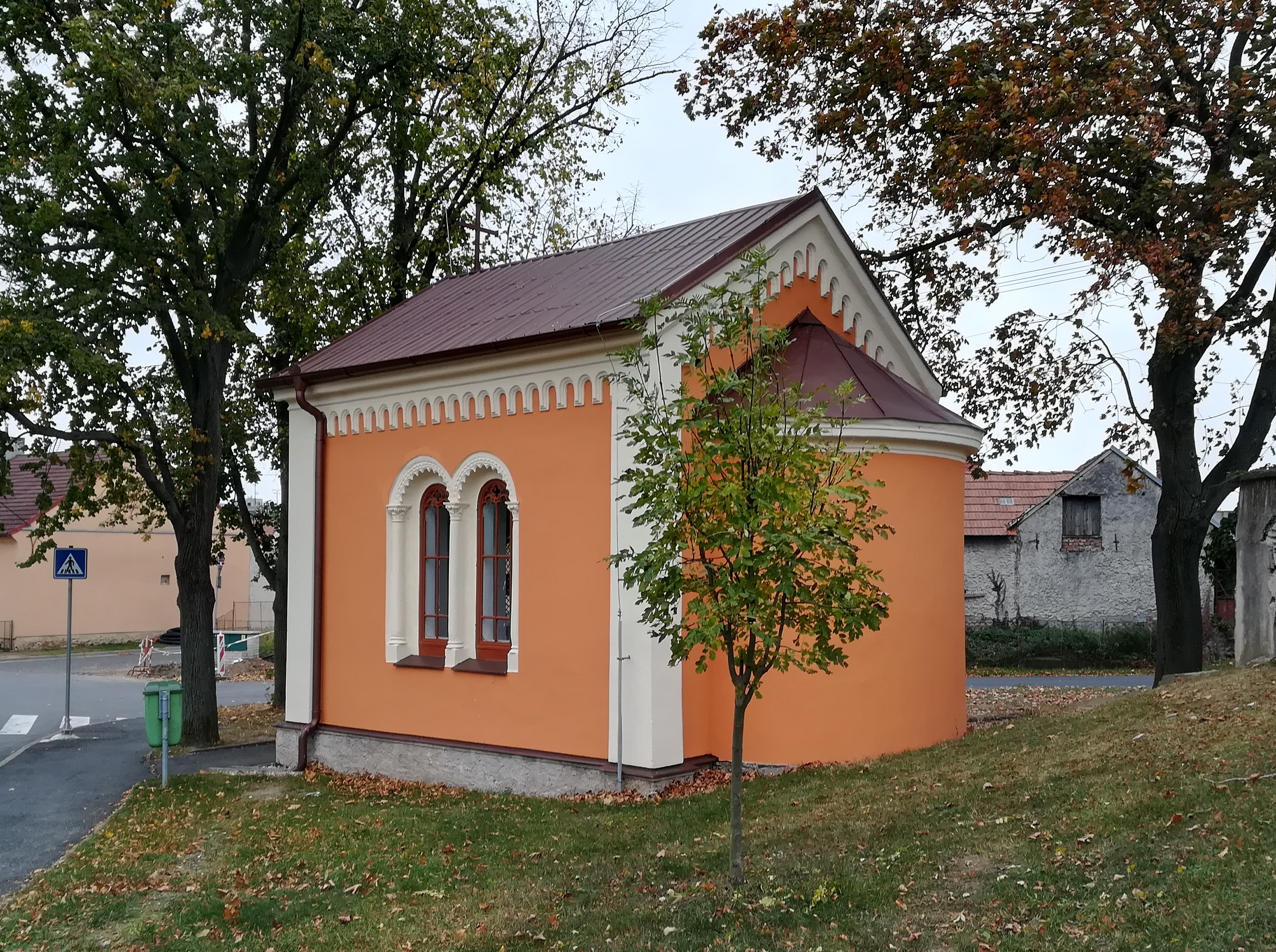
Kaplička v ulici Větrná
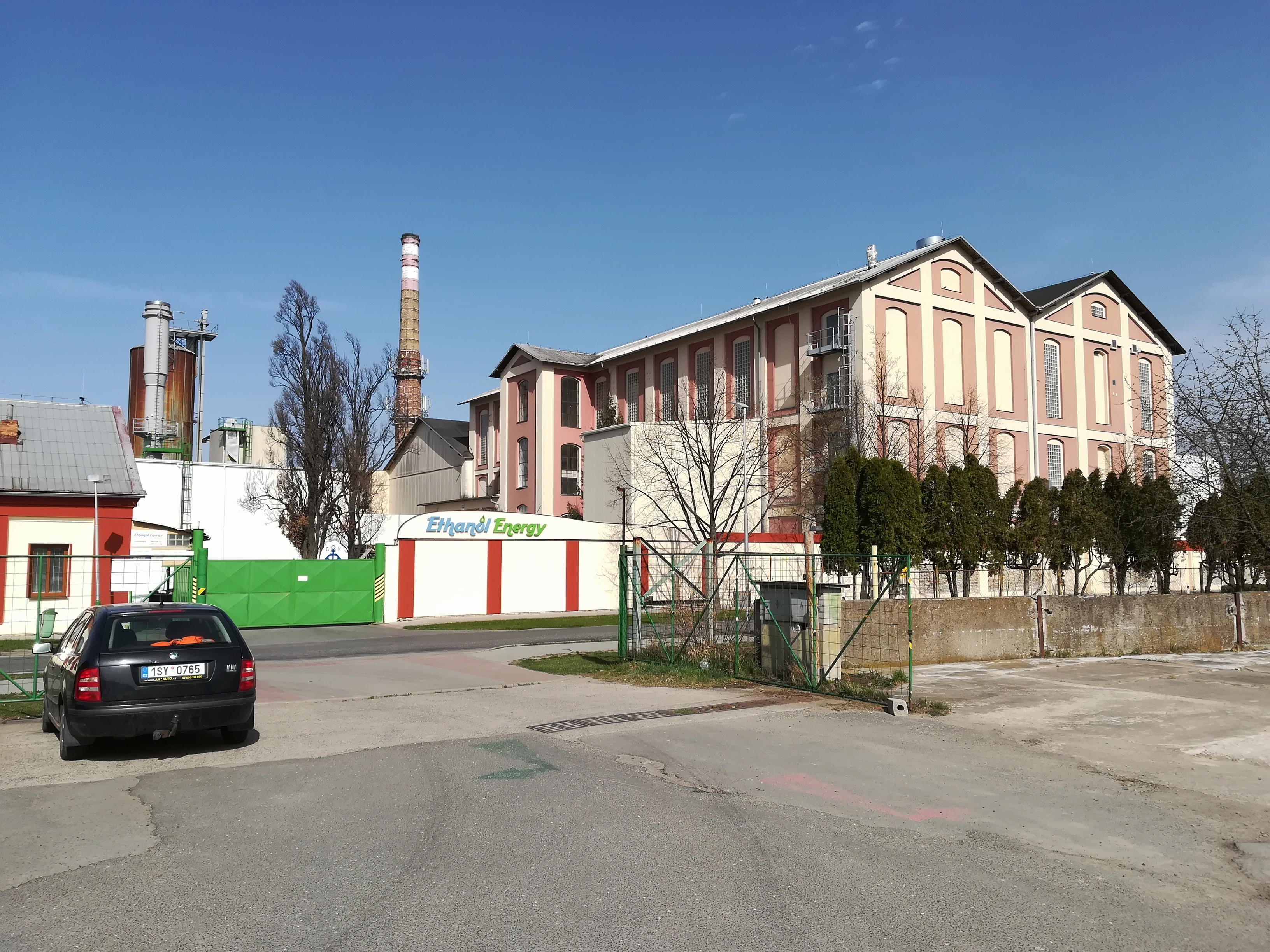
Podnik Ethanol Energy
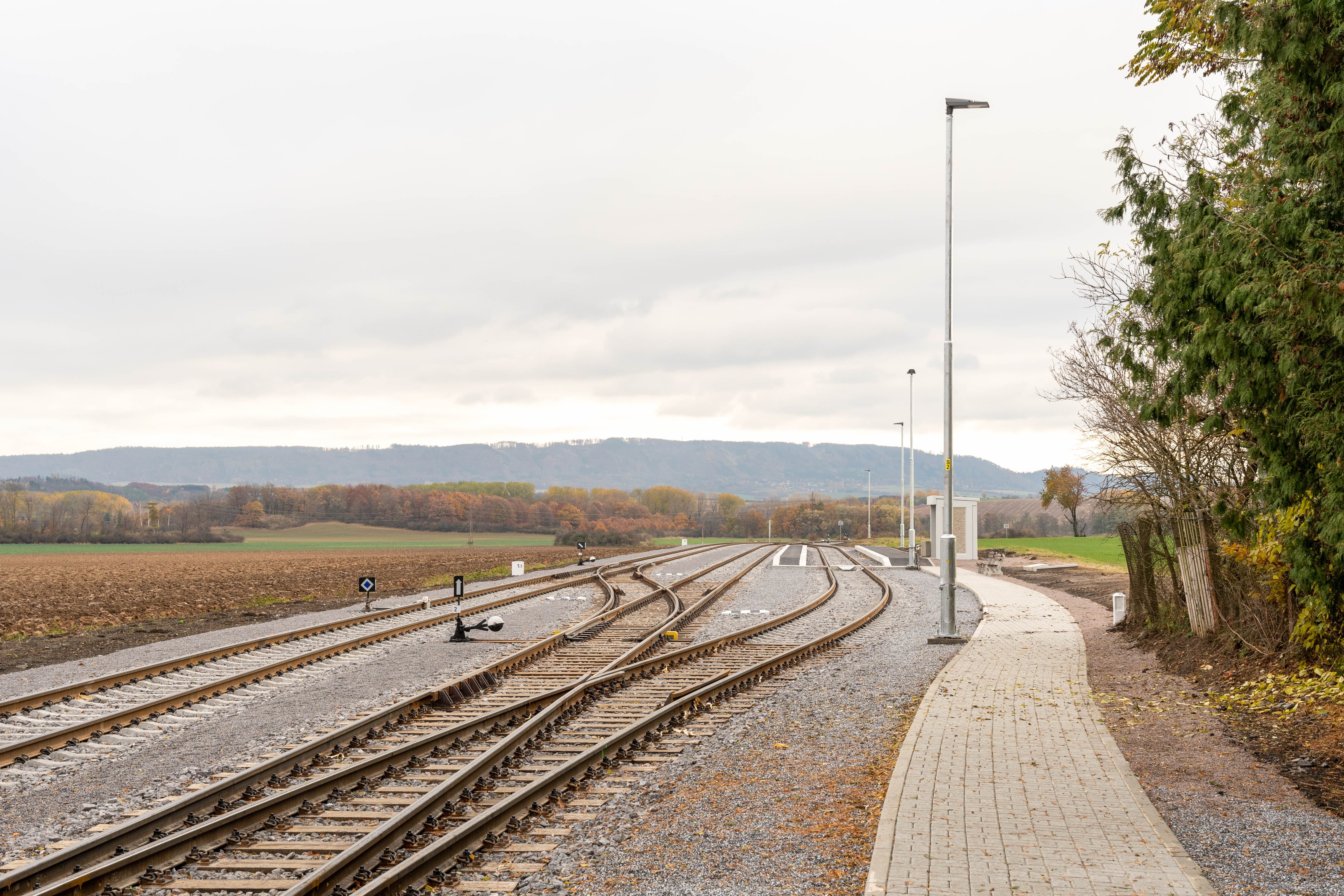
Dopravna D3 Skovice